# Phloiotrya tenuis
Phloiotrya tenuis is een keversoort uit de familie zwamspartelkevers (Melandryidae). De wetenschappelijke naam van de soort werd in 1850 gepubliceerd door Hampe.